# Saxdorf
Saxdorf ist ein an der Grünen Heide gelegener Ortsteil der Stadt Uebigau-Wahrenbrück im südbrandenburgischen Landkreis Elbe-Elster. Er befindet sich an der Bahnstrecke Jüterbog–Riesa.

## Geschichte

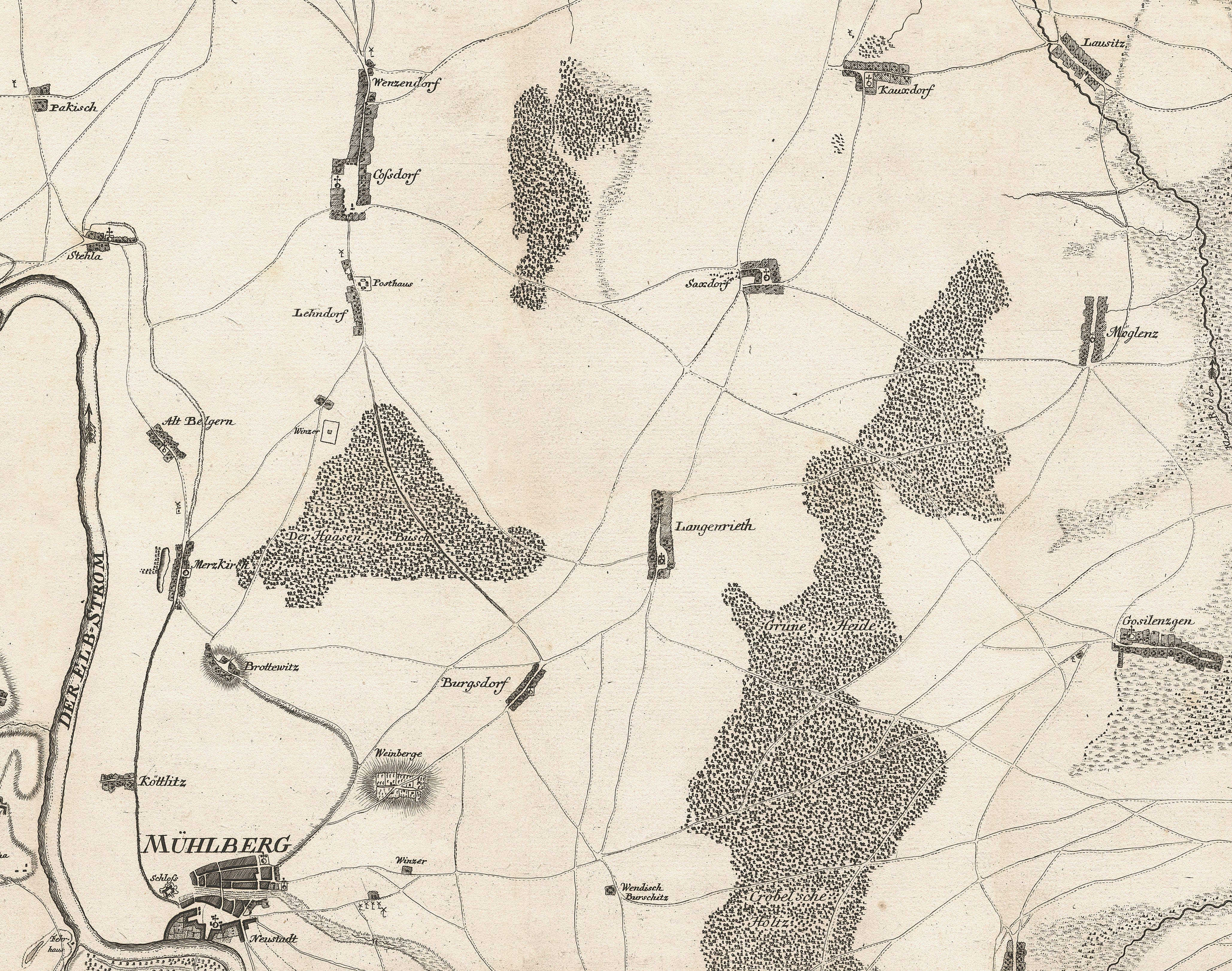
Saxdorf in einer Cabinetskarte um 1762 von Isaak Jacob von Petri

Saxdorf auf einer geschichtlichen Karte des Kreises Liebenwerda (1910).

Saxdorf wurde 1230 erstmals urkundlich erwähnt.
1835 zählte das Dorf 30 Wohnhäuser mit 189 Einwohnern. An Vieh wurden 40 Pferde, 120 Stück Rindvieh, 315 Schafe und 38 Schweine gezählt.
Am 27. September 1998 wurde Saxdorf gemeinsam mit den Gemeinden Beiersdorf, Beutersitz, Bönitz, Domsdorf, Kauxdorf, Marxdorf, Prestewitz, Rothstein, Wildgrube und Winkel in die Stadt Wahrenbrück eingemeindet. Am 31. Dezember 2001 wurden Wahrenbrück und die Stadt Uebigau mit den Gemeinden Bahnsdorf, Drasdo sowie Wiederau zusammengeschlossen.

### Mühlen
In alten Karten aus den Jahren 1753 und 1781 ist in Saxdorf eine Windmühle verzeichnet, welche danach allerdings für den Zeitraum von über einem Jahrhundert nicht mehr nachzuweisen ist. Für die Zeit nach 1900 sind zwei Windmühlen nachweisbar.

### Bevölkerungsentwicklung
| Einwohnerentwicklung von Saxdorf | Einwohnerentwicklung von Saxdorf | Einwohnerentwicklung von Saxdorf | Einwohnerentwicklung von Saxdorf | Einwohnerentwicklung von Saxdorf | Einwohnerentwicklung von Saxdorf | Einwohnerentwicklung von Saxdorf | Einwohnerentwicklung von Saxdorf | Einwohnerentwicklung von Saxdorf | Einwohnerentwicklung von Saxdorf | Einwohnerentwicklung von Saxdorf |
| Jahr                             | Einwohner                        |                                  | Jahr                             | Einwohner                        |                                  | Jahr                             | Einwohner                        |                                  | Jahr                             | Einwohner                        |
| -------------------------------- | -------------------------------- | -------------------------------- | -------------------------------- | -------------------------------- | -------------------------------- | -------------------------------- | -------------------------------- | -------------------------------- | -------------------------------- | -------------------------------- |
| 1835                             | 189                              |                                  | 1939                             | 270                              |                                  | 1985                             | 244                              |                                  | 1994                             | 201                              |
| 1875                             | 200                              |                                  | 1946                             | 424                              |                                  | 1989                             | 222                              |                                  | 1995                             | 203                              |
| 1890                             | 250                              |                                  | 1950                             | 418                              |                                  | 1990                             | 208                              |                                  | 1996                             | 199                              |
| 1910                             | 260                              |                                  | 1964                             | 296                              |                                  | 1991                             | 192                              |                                  | 1997                             | 201                              |
| 1925                             | 280                              |                                  | 1971                             | 269                              |                                  | 1992                             | 205                              |                                  | 2016                             | 142                              |
| 1933                             | 274                              |                                  | 1981                             | 255                              |                                  | 1993                             | 197                              |                                  | 2019                             | 130                              |

## Kultur und Sehenswürdigkeiten

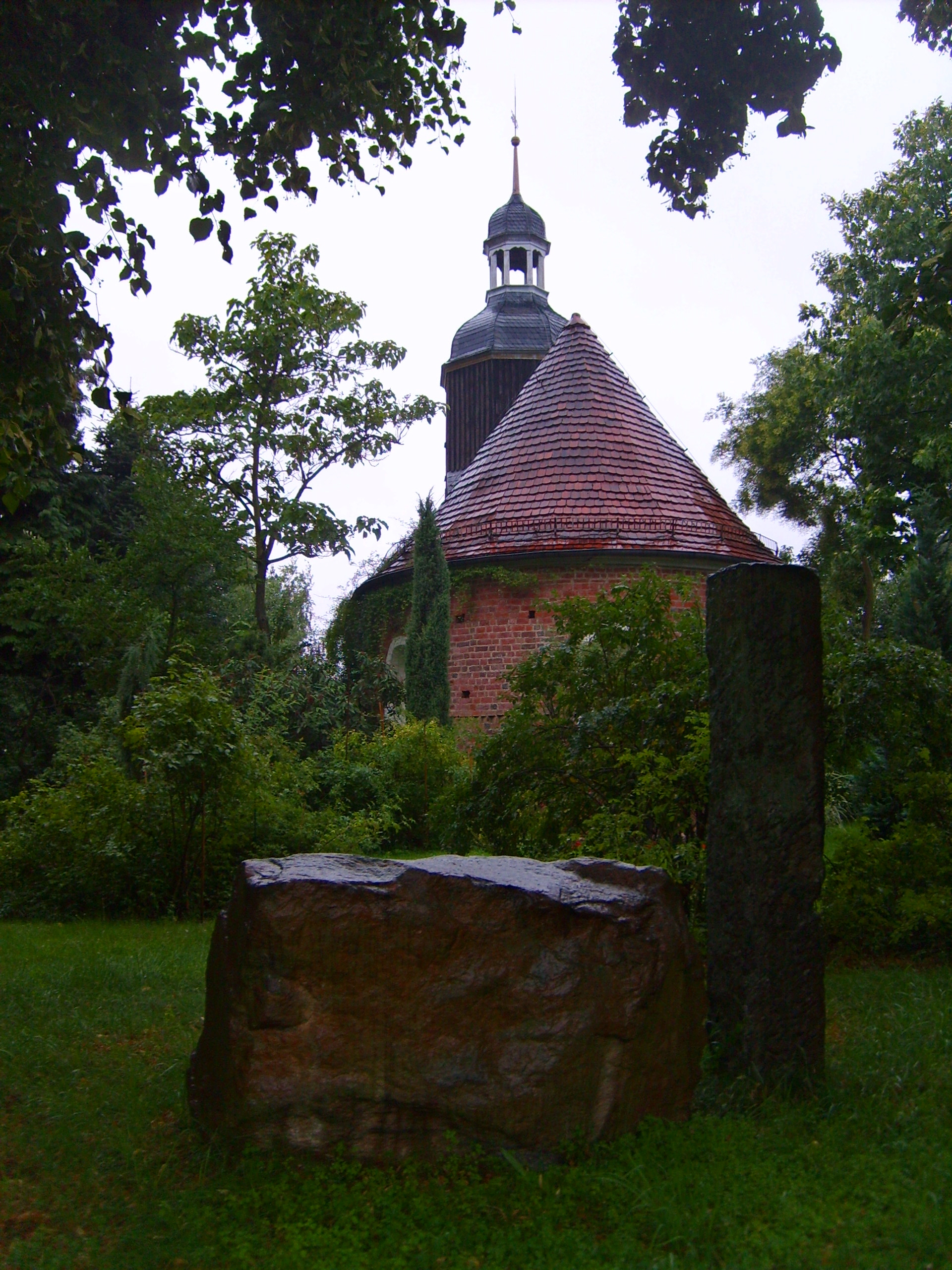
Dorfkirche Saxdorf

Der Backsteinbau der Saxdorfer Dorfkirche entstand vermutlich um 1230. In den 1970er und 80er Jahren fanden in ihr Restaurierungsarbeiten statt. Dabei wurden Fresken an der Nordwand sowie Reste von Ornamentmalerei in der Apsis freigelegt. Die Kirche ist seit Jahrzehnten Mittelpunkt vieler kultureller Veranstaltungen. Im Rahmen des „Saxdorfer Musiksommers“ finden hier regelmäßig Konzerte statt.
In unmittelbarer Nähe der Kirche befindet sich der Pfarrgarten Saxdorf mit einheimischen und ausländischen Pflanzen, Sträuchern und Bäumen. Die vom Künstler Hanspeter Bethke gestaltete Gartenanlage wurde von den Zuschauern des Rundfunk Berlin-Brandenburg (RBB) im Jahr 2013 zu einem der schönsten Gärten der Region Berlin-Brandenburg gewählt.
Ebenfalls neben der Kirche befindet sich ein 78 × 92 × 31 cm großes Steinkreuz. Sein ursprünglicher Standort befand sich am Ortsausgang in Richtung Kauxdorf. Es wurde 1980 zum heutigen Standort umgesetzt. Ein weiteres Steinkreuz befand sich ursprünglich auch an der Straße nach Koßdorf am Kilometer 5,4.

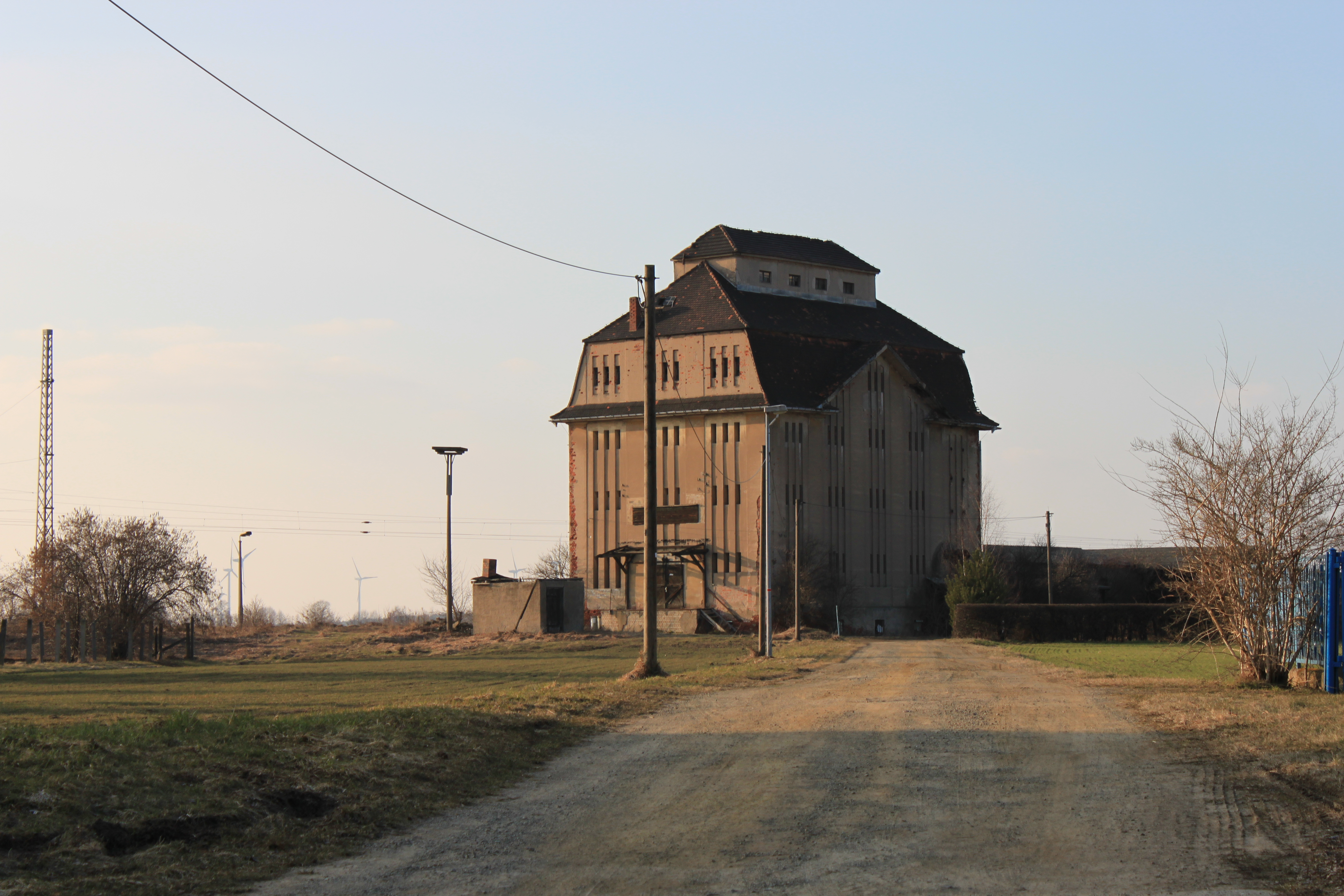
Kornspeicher Saxdorf
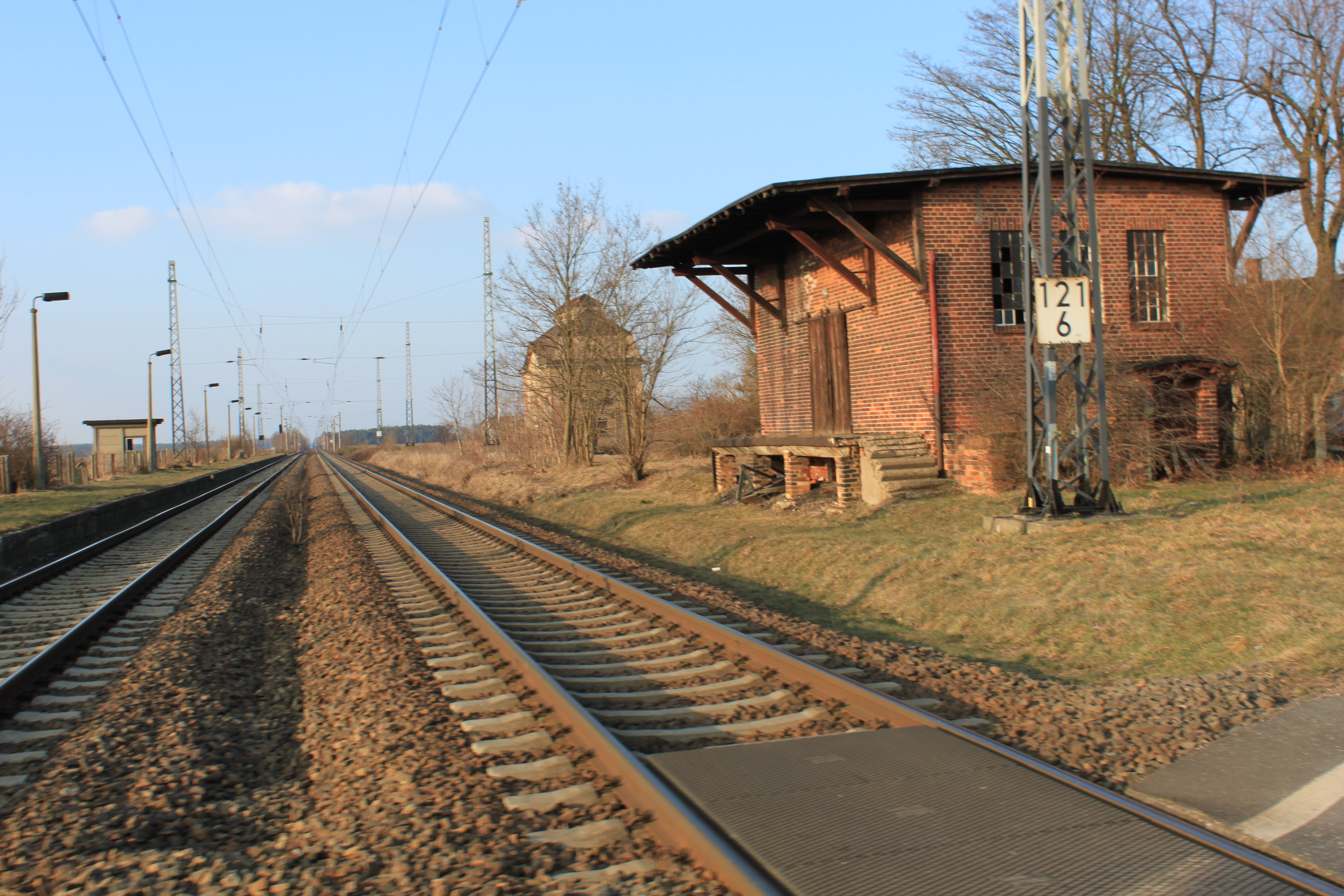
Der ehemalige Haltepunkt
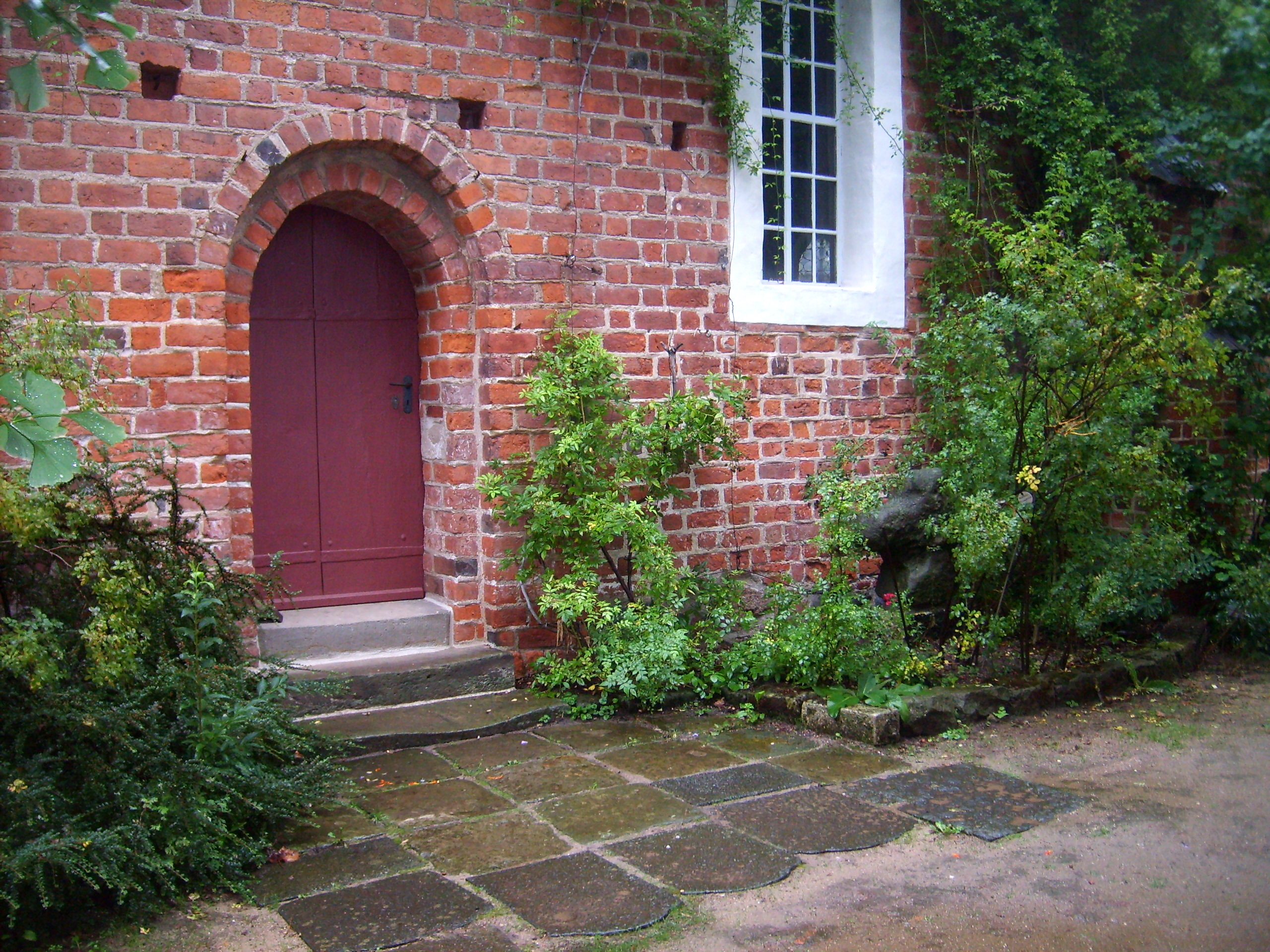
Das Eingangsportal der Kirche mit Steinkreuz

## Persönlichkeiten
- Max Jungnickel (* 1890 in Saxdorf; † 1945), Schriftsteller
- Karl-Heinrich Zahn (* 1939, † 2021), Theologe. Der Pfarrer bekam 1999 er für seine kulturelle Tätigkeit in Saxdorf das Bundesverdienstkreuz verliehen.[14][15][16]
- Hanspeter Bethke (* 1935, † 2018), Maler, Grafiker und Restaurator. Der Künstler begann im 1967 Jahr mit der Anlage und der Gestaltung des Saxdorfer Pfarrgartens. 2012 bekam er den Kulturpreis des Landkreises Elbe-Elster.[17][15][16]